# Dean Holland
Dean Holland é um editor, diretor e produtor estadunidense, mais conhecido por seu trabalho em Entourage e nas séries de comédia The Office e Parks and Recreation. Em 2007, ele foi homenageado com o Primetime Emmy de Melhor Edição em Série de Comédia com Câmera Única por The Office.

## Biografia
Os primeiros trabalhos de Holland incluem transmissões de televisão como Behind the Music e o 76.º Academy Awards. Em 2005, ele editou a sequência televisiva The Crow: Wicked Prayer. Desde o mesmo ano, editou ou coeditou mais de 30 episódios de The Office e mais de 15 episódios de Parks and Recreation desde 2009.
Além disso, trabalhou em diversos outras séries, incluindo The Good Place. Em 2022, passou a integrar a Dunshire Productions, um estúdio de produção com sede em Los Angeles, lançado pela atriz e produtora Kristen Bell.